# سیارک ۸۳۹۵۶
سیارک ۸۳۹۵۶ (به انگلیسی: 83956 Panuzzo، نامگذاری:2001XX30) هشتاد و سه هزار و نهصد و پنجاه و ششمین سیارک کشف شده‌است که در ۷ دسامبر ۲۰۰۱ کشف شد.